# George Montagu
Pour les articles homonymes, voir Montagu (homonymie).
George Montagu, né en 1753 à Lackham House dans l'Hampshire et mort le 20 juin 1815, est un naturaliste britannique.

## Biographie
Montagu est surtout célèbre pour son Ornithological Dictionary (1802) qui contribue grandement à faire connaître les oiseaux britanniques. Il clarifie les dénominations en montrant que certaines espèces sont invalides, par exemple parce qu'elles séparaient des formes estivales et hivernales ou les mâles des femelles. Son étude sur les busards montre que le busard cendré (Circus pygargus) vivait dans le sud de l'Angleterre et qu'il avait été auparavant confondu avec le Bruant zizi (Emberiza cirlus), le Héron garde-bœufs (Bubulcus ibis), la mouette pygmée (Larus minutus) et la sterne hansel (Sterna nilotica).
En 1770, il rejoint l'armée britannique dans le 15e régiment d'infanterie. Il obtient le grade lieutenant-colonel dans le Wiltshire Militia. En 1773, il se marie avec Ann Courtenay, nièce de John Stuart. Ils s'installent à Alderton House dans le Wiltshire. En 1798, Montagu quitte sa femme et part à Knowle House, près de Kingsbridge dans le Devon. C'est là qu'il écrit ses deux volumes d’Ornithogical Dictionary; or Alphabetical Synopsis of British Birds.
Il  s'intéresse aussi à la faune et à la flore marines et, en 1803, il publie son Testacea Britannica, a History of British Marine, Land and Freshwater Shells. Il y décrit 470 espèces de mollusques dont 100 nouveaux pour la faune britannique. Il fournit certaines espèces nouvelles de crustacés à William Elford Leach du British Museum. Il mentionne également certaines espèces de poissons jamais vues auparavant dans les eaux britanniques. Il a également été le premier à décrire le Petit rhinolophe (Rhinolophus hipposideros  (Bechstein, 1800)).
Il meurt du tétanos. La collection d'oiseaux de Montagu est vendue au British Museum, environ 200 d'entre eux sont exposés au Muséum de Tring. La Société linnéenne de Londres possède ses copies annotées de son Dictionary et de son Testacea.